# Ivan Joern
Ivan J Joern, född 2 februari 1902 i Karlstad, död 1968, var en svensk målare.
Han är son till handlaren Erik Johan Jörn och Maria Jonsson. Gift med Marie Joern.
Joern är som konstnär huvudsakligen autodidakt, han studerade en kortare tid vid Mora folkhögskola med Anders Zorn som teckningslärare. Han emigrerade i 20-årsåldern till USA, där han vistades i 8 år och arbetade som ritare, eldare med mera. På fritiden studerade han konst i Chicago. Tillsammans med Helge Cardell ställde han ut i Metropols foajé i Malmö 1937 samt med Växjö hantverksförening 1939, Börjesons konsthandel i Göteborg 1946 samt på Modern konst i hemmiljö i Stockholm 1946, 1949 och 1955.   
Hans konst består av landskap, stilleben och porträtt. 
En stor minnesutställning med hans konst visades i Göteborg 1968, och en retrospektiv utställning visades i Karlstad 1970. Islamabad—Nomad Art Gallery i Pakistan visade ett trettiotal av hans verk 2013.